# Luděk Brož (teolog)
Luděk Brož (2. května 1922 Praha – 20. srpna 2003 Praha) byl český evangelický teolog, publicista, novinář, editor, překladatel, vydavatel, duchovní Českobratrské církve evangelické, profesor a děkan Komenského evangelické bohoslovecké fakulty v Praze.

## Život
Po maturitě na reálném gymnáziu v Praze-Vršovicích (1941) navštěvoval ilegální teologické kurzy organizované Synodní radou (SR) ČCE, souběžně působil jako prozatímní diakon a učitel náboženství v Praze (1941–1942), následně byl diakonem v Lysé nad Labem (1942–1943) a v Praze-Libni (1943–1945). Po osvobození vystudoval teologii na pražské Husově československé evangelické fakultě bohoslovecké a na univerzitě ve Štrasburku (1945–1949), paralelně se vzdělával na Filozofické fakultě UK, kde v letech 1945–1946 studoval filologii semitských jazyků u prof. Bedřicha Hrozného.
Od roku 1949 zastával funkci tajemníka SR ČCE pro vzdělávání laických církevních pracovníků a práci s mládeží, na základě úspěšně obhájené disertační práce Petr Martyr Vermigli získal na Komenského evangelické bohoslovecké fakultě (KEBF) doktorát teologie (1961). V roce 1972 se na KEBF habilitoval pro obor systematická teologie, v témže roce byl jmenován docentem a pověřen vedením této katedry. Od roku 1976 až do svého odchodu do důchodu (1. 3. 1990) zde působil jako řádný profesor, v období 1988–1990 zastával funkci děkana KEBF.
Byl nejen uznávaným pedagogem a badatelem ve svém oboru, vynikl rovněž na poli publicistické, vydavatelské, překladatelské a organizační práce šíří i kvalitou svých aktivit. Již ve studentských dobách redigoval týdeník Kostnické jiskry (1946–1949), v jehož rámci založil edici Knihovna KJ a pro Jednotu bratrskou Bratrská škola. V dalších letech stál v čele časopisu Bible a kalich, bulletinu Protestantské církve v ČSR (1954–1959) a teologického čtvrtletníku Ekumenického institutu při KEBF Communio viatorum (1958–1990). Od roku 1969 do 1990 byl odpovědným redaktorem, později ředitelem nakladatelství ČCE Kalich, jako emeritus vydával čtvrtletník pro otázky společnosti a kultury Metanoia (od 1991), v letech 1993–2002 pak jeho českou mutaci pod názvem Česká metanoia.
Výrazný podíl na jeho aktivitách měla organizace konkrétní pomoci rozvojovým, zejména někdejším frankofonním koloniálním zemím, jejichž složitou politickou, ekonomickou, sociální i kulturní problematiku poznal nejen při plnění služebních povinností tajemníka SR ČCE, ale také v rámci osobních návštěv afrického kontinentu.
Jeho společensky a ekumenicky záslužnou činnost ocenila v roce 1986 švýcarská Université de Genève udělením čestného doktorátu teologie.

## Dílo

### Spisy
- Zahradník skrytého semene : Václav Kleych. Praha: Kalich, 1945
- Není to pohádka a je tomu tak dávno. Železný Brod: Bratrská škola, 1948
- Evangelium dnes. Praha: Kalich, 1974
- Slovo – člověk – svět (spolu s Josefem Bohumilem Součkem). Praha: Kalich 1982
- The Gospel Today. Delhi: Indian society for promoting christian knowledge, 1984

### Sborníky
- Miscellanea exigua reverendo domino J. B. Souček theologiae doctori quae eius alumni annorum tribulationis in signum memoriamque gratorum animorum dicant censecrantque : Sborníček prací věnovaný doc. dr. J. B. Součkovi. Pragae: Spolek posluchačů Husovy čs. evangelické fakulty bohoslovecké, 1946
- Od reformace k dnešku, in: Od reformace k zítřku (sborník, další autoři Amedeo Molnár, Bohuslav Pospíšil, Josef Bohumil Souček, Josef Lukl Hromádka; ed. L. B.). Praha: Ústřední církevní nakladatelství, 1956
- Einzige Zukunft : Dokumente der dritten Tagung der Christlichen Friedenskonferenz (spolu s Dušanem Čapkem). Praha: Křesťanská mírová konference, 1960
- O společenství služby : soubor esejů o českobratrské evangelické cestě. Praha: Kalich, 1981
- Pouhou vírou : soubor teologických statí z Německé demokratické republiky (spolueditor sborníku Gerhard Bassarak). Praha: Kalich, 1986
- Svědectví a služba : sborník studií a textů z maďarské reformované církve (spolueditoři Juraj Bándy a Imrich Peres). Praha: ÚCN, 1986

### Překlady
- Oscar Cullmann: Novozákonní učení o Kristu. Praha: Synodní rada ČCE, 1957
- Georges Casalis: Karl Barth : život a dílo. Praha: Kalich 1967
- Oscar Cullmann: Christologie Nového zákona : záznam z přednášek z let 1943/4. Praha: Kalich 1976
- Karl Barth: Cesta Karla Bartha : uvedení do evangelické teologie (spolu se Samuelem Vernerem). Praha: Kalich, 1988
- Ivan Steiger: Bible v kresbách : Texty Starého a Nového zákona v ekumenickém překladu. Praha: Biblická společnost, 1990
- Daniel James Adams: Teologie napříč kulturami : západní úvahy v Asii. Praha: Metanoia Press, 1999
- Jan Amos Komenský: Jedno nezbytné. Praha: Kalich, 1999

### Studie, eseje, články a recenze
Byly zveřejňovány zejména v následujících tiskovinách:
- Bible a kalich
- Communio viatorum
- Česká metanoia
- Český bratr
- Kostnické jiskry
- Křesťanská revue
- Metanoia
- Protestantské církve v ČSR
- Ročenka Komenského evangelické bohoslovecké fakulty 1975, 1990
- Theologia evangelica
- Theologická příloha Křesťanské revue